# Volk ohne Raum

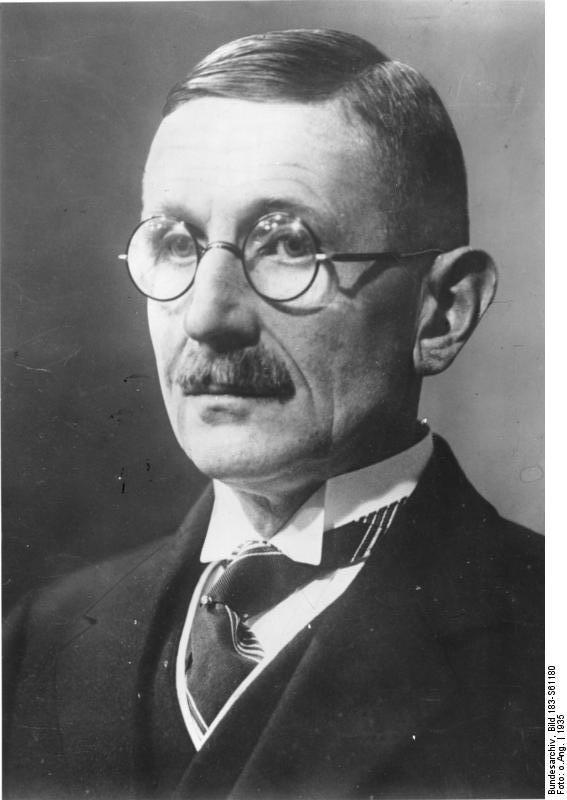
Hans Grimm prägte den Ausdruck Volk ohne Raum mit seinem gleichnamigen Roman von 1926

Der Ausdruck Volk ohne Raum war ein Schlagwort in der Weimarer Republik und in der Zeit des Nationalsozialismus. Den Begriff prägte der völkische Schriftsteller Hans Grimm mit seinem 1926 erschienenen Roman Volk ohne Raum.
Mit dem Schlagwort wurde suggeriert, dass Not, Elend, Hunger und Armut auf die Überbevölkerung Deutschlands zurückzuführen seien und man deswegen im „Kampf ums Dasein“ neues Land (oft Lebensraum oder Lebensraum im Osten genannt) erobern müsse. Eng verbunden damit war die Behauptung, die Erde sei aufgeteilt und es sei ungerecht, dass ein so großes Volk wie das deutsche so wenig Land besitze. Diese Behauptung ist auch impliziert im geflügelten Wort Platz an der Sonne. Bernhard von Bülow sagte in einer Reichstagsdebatte am 6. Dezember 1897 im Zusammenhang mit der deutschen Kolonialpolitik: „Wir wollen niemand in den Schatten stellen, aber wir verlangen auch unseren Platz an der Sonne.“
An der Debatte um die Deutschen als „Volk ohne Raum“ und Afrika als „Raum ohne Volk“ beteiligte sich beispielsweise auch Konrad Adenauer. So forderte er auf einer Ausstellungstafel unter dem Titel „Raum ohne Volk“ bei der Kölner Ausstellung „Koloniale Sonderschau“ 1928: „Das Deutsche Reich muss unbedingt den Erwerb von Kolonien anstreben. Im Reiche selbst ist zu wenig Raum für die grosse Bevölkerung.“ Auch in seiner Funktion als Geschäftsführender Vizepräsident der Deutschen Kolonialgesellschaft von 1931 bis 1933 trieb er diese Bestrebungen voran.
Die Nationalsozialisten übernahmen das kolonialistische Schlagwort „Volk ohne Raum“, verorteten den Siedlungsraum statt in Übersee aber in Osteuropa. Dies sollte den deutschen Eroberungskrieg im Osten begründen bzw. legitimieren (es sollte ein Feldzug werden wie der Überfall auf Polen und der Frankreichfeldzug; tatsächlich wurde es ein fast vier Jahre währender Krieg). Schon das Parteiprogramm der NSDAP vom 24. Februar 1920 enthielt unter Punkt 3 die Forderung: „Wir fordern Land und Boden (Kolonien) zur Ernährung unseres Volkes und Ansiedlung unseres Bevölkerungsüberschusses.“ Anfang 1936 umriss Reichsbauernführer Walther Darré vor regionalen Mitarbeitern (Fachberatern) des Reichsnährstandes recht konkret die deutschen Eroberungspläne:

„Der natürliche Siedlungsraum des deutschen Volkes ist das Gebiet östlich unserer Reichsgrenze bis zum Ural, im Süden begrenzt durch Kaukasus, Kaspisches Meer, Schwarzes Meer und die Wasserscheide, welche das Mittelmeerbecken von der Ostsee und der Nordsee trennt. In diesem Raum werden wir siedeln, nach dem Gesetz, daß das fähigere Volk immer das Recht hat, die Scholle eines unfähigeren Volkes zu erobern und zu besitzen.[…] Ein solches politisches Ziel muß auf den deutschen Bauernhöfen von Mund zu Mund weitergereicht werden, muß auf unseren Bauernschulen eine selbstverständliche Grundlage des Unterrichts sein. Dann wird auch eines Tages das Volk demjenigen Staatsmann folgen, der die sich ihm bietenden Möglichkeiten ergreift, um unserem Volke ohne Raum den Raum nach dem Osten zu öffnen.“

Dabei plante man die Ausrottung der Intelligenz in den eroberten Gebieten und die Versklavung der übriggebliebenen Bevölkerung. Dieses Ziel wurde religiös, sozialdarwinistisch und rassistisch begründet, so äußerte der Leiter der DAF, Robert Ley, vor dem Fachamt der DAF „Der Deutsche Handel“ am 17. Oktober 1939:

„Wir können unseren Auftrag nur daher nehmen, dass wir sagen, es ist von Gott gewollt, dass eine höhere Rasse über eine mindere herrschen soll, und wenn für beide nicht genügend Raum ist, dann muß die mindere Rasse verdrängt und, wenn notwendig, zum Vorteil der höheren Rasse ausgerottet werden. Dasselbe gilt von dem Starken und dem Schwachen. Die Natur rottet überall das Schwache und Ungesunde zugunsten des Starken und Gesunden aus. Der gesunde Hirsch stößt den kranken, und der gesunde Elefant zertrampelt den kranken. Wir aber haben jedoch für 2000 Jahre aus Mitleid Kranke erhalten, das Minderwertige gepäppelt und gepflegt und zu dessen Gunsten das Höhere sich nicht entfalten lassen. Aus diesen Gedanken, aus dieser Idee kommt unser Auftrag. Deshalb verlangen wir Boden.“

## Belege
1. ↑  Detailaufnahme von der „Kolonialen Sonderschau“ (Kölner Ausstellung Pressa von 1928), Bildbestand der Deutschen Kolonialgesellschaft, UB Frankfurt, online einsehbar: Jessica Agoku: Koloniale Sonderschau auf der Pressa – 12. Mai bis 14. Oktober 1928. Ereignisse. Kopfwelten. https://web.archive.org/web/20091209122740/http://www.kopfwelten.org/kp/ereignisse/pressa1928/index.html
2. ↑  25-Punkte-Programm der NSDAP. beim DHM, abgerufen am 9. April 2009.
3. ↑  Adam Tooze: Ökonomie der Zerstörung. München 2008, S. 238.
4. ↑  Helmut Krausnick, Harold Deutsch (Hrsg.): Tagebücher eines Abwehroffiziers 1938-1940. Stuttgart 1970, S. 576.